# Roderick Hudson
 (février 2017).
Si vous disposez d'ouvrages ou d'articles de référence ou si vous connaissez des sites web de qualité traitant du thème abordé ici, merci de compléter l'article en donnant les références utiles à sa vérifiabilité et en les liant à la section « Notes et références ».
Roderick Hudson est le deuxième roman d'Henry James, d'abord publié sous forme de feuilleton dans l’Atlantic Monthly à partir de janvier 1875, puis repris la même année en volume chez l'éditeur James T. Osgood & Co.

## Résumé
Roderick Hudson, un jeune brillant avocat, abandonne soudainement sa carrière de juriste et sa fiancée pour se lancer en art. Bientôt vu comme un prometteur sculpteur de la Nouvelle-Angleterre, il est emmené à Rome par son ami Rowland Mallet, afin d'y poursuive ses études. Il donne très vite des preuves de son génie. Destiné depuis toujours à épouser sa cousine Mary Garland, il tombe cependant amoureux d'une fort belle Romaine, qui s'avère finalement inaccessible, car promise par ses parents à un prince italien. Consumé par sa passion, Roderick sombre dans la dépression et cesse de créer. 
Venues en Europe pour tenter d'arranger les choses, la fiancée et la mère de Roderick offrent au jeune homme un certain réconfort.  Sa mère surtout parvient à le persuader d'entreprendre un voyage pour mieux oublier sa déception amoureuse. 
En Suisse, où Roderick séjourne, le mauvais sort place à nouveau sur son chemin la belle Christine, désormais mariée. Roderick croit que cette malheureuse rencontre lui annonce sa déchéance rapide. Or, les néfastes conséquences qui auraient pu naître de cette fausse situation ne se produiront jamais, puisque Roderick meurt en faisant une chute fatale dans un précipice.

## Personnages principaux
- Rowland Mallet
- Cecilia, cousine de Rowland. Elle est la veuve d'un neveu du père de Rowland. Elle a perdu sa fortune et vit à Northampton.
- Roderick Hudson, étudiant en droit à Northampton, sculpteur par loisir.
- Mrs Hudson, la mère de Roderick.
- Stephen Hudson, le frère de Roderick.
- Miss Mary Garland

## Allusions à d'autres œuvres
Le roman fait allusion à la mythologie et à la Bible :
- Mythologie grecque : Hylas, Narcisse, Pâris, Endymion, Junon, Olympus, Apollon, Phidias, Praxitèle, Héros, Aphrodite, Vénus, Mercure, Bacchus, Méduse, Niobe ;
- la Bible : Adam et Ève, David, Judas ;

Le roman mentionne les œuvres et écrivains suivants : Faust de Goethe, William Makepeace Thackeray, Honoré de Balzac, Oliver Twist de Charles Dickens, La Complainte du vieux marin de Samuel Taylor Coleridge, Ludovico Ariosto, Inferno de Dante, Alfred Tennyson, Stendhal, Histoire des républiques italiennes du Moyen Âge de Jean de Sismondi, Roméo et Juliette de William Shakespeare, William Wordsworth, Homère.
Il nomme également les artistes et œuvres d'art suivants :  Domenico Ghirlandaio, Sandro Botticelli, Guercino, Michel-Ange, Titien, Paul Véronèse, Antonio Canova, Johann Friedrich Overbeck, Fra Angelico, Giovanni Battista Salvi da Sassoferrato, Pinturicchio, le Gaulois mourant, Raphaël, Gian Lorenzo Bernini.
Le seul opéra mentionné est Mignon d'Ambroise Thomas.